# 布里克森特 (科羅拉多州)
布里克森特（英語：Brick Center）是位於美國科羅拉多州阿拉帕霍縣的一個人口普查指定地區。

## 地理
布里克森特的座標為39°35′32″N 104°27′38″W / 39.59222°N 104.46056°W，而該地最高點為海拔高度1609米（即5280英尺）。

## 人口
根據2010年美國人口普查的數據，布里克森特的面積為15.08平方千米，均為陸地。當地共有人口107人，而人口密度為每平方千米7人。